# Lago McArthur
El Lago McArthur está situado en el norte de Ontario, Canadá, a unos 40 kilómetros al sur de la ciudad de Timmins. Se encuentra a unos 10 km al sureste al sur del Lago Papakomeka.

## Topografía
El lago tiene una costa rocosa, 13 islas, tres penínsulas principales y tres bahías principales. Está ubicado en el distrito Timiskaming.
Más de 20 campamentos y cabañas están construidas en el lado oeste del lago. Deportes populares aquí incluyen la pesca del lucio (lucioperca) y el lucio del Norte, así como el piragüismo o la navegación. El clima es muy duro. Muy pocos árboles de hoja caduca se encuentran aquí.
El lago se cierra por lo general alrededor de octubre y vuelve a abrir en la época de nieve y hielo. Tiene aproximadamente 1,5 km ² y una profundidad máxima aproximada de 35 pies. La temperatura media del agua puede llegar a 25 °C en julio.

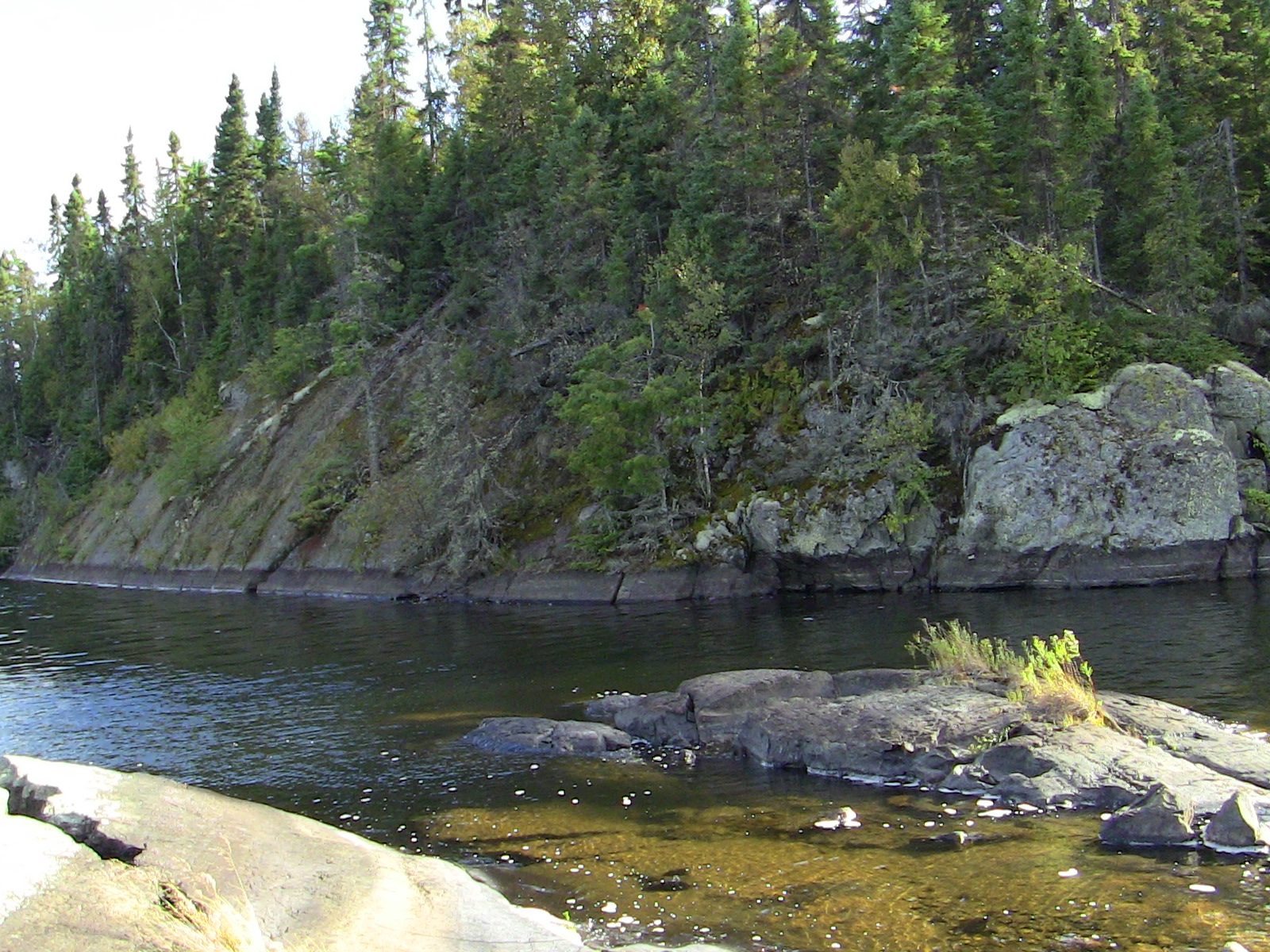
Isla del lago McArthur